# Alexey Zhukanenko
Alexey Zhukanenko (Almaty, 18 de maio de 1986) é um basquetebolista profissional russo, atualmente joga no PBC Dinamo Moscou.